# Kleines Jungfernkind
Das Kleine Jungfernkind (Boudinotiana puella), in der Literatur auch unter dem Namen Archiearis puella zu finden, ist ein Schmetterling (Nachtfalter) aus der Familie der Spanner (Geometridae).

## Merkmale

### Falter
Die Flügelspannweite der Männchen beträgt 29 bis 34 Millimeter, diejenige der Weibchen 27 bis 30 Millimeter. Die Vorderflügel sind überwiegend hellgrau, graubraun oder gelbgrau gefärbt und zeigen oft nur undeutliche Zeichnungselemente. Ein nahezu kreisrunder, großer, dunkler Diskoidalfleck ist zuweilen erkennbar. Bei den Weibchen tritt die schwarze innere Querlinie meist intensiver hervor. Die Nominatform Boudinotiana puella puella ist durch dunkel bräunlich gefärbte Hinterflügel, die ein schmales gelbes Feld parallel zum Vorderrand sowie eine schmale, gezackte, gelbe Querbinde enthalten, gekennzeichnet. Diese Zeichnungselemente tendieren bei der ssp. Boudinotiana puella mediterranea mehr ins Rötliche. Die Fühler der Männchen sind kurz doppelt gekämmt, diejenigen der Weibchen fadenförmig.

### Raupe
Die Raupen sind grünlich oder rötlich, haben undeutliche weißliche Nebenrückenlinien und Seitenstreifen sowie weiße Punktwarzen.

### Ähnliche Arten
Die Art ist dem Mittleren Jungfernkind (Boudinotiana notha) ähnlich, das jedoch ausgedehnte und kräftig orange gefärbte Bereiche auf den Hinterflügeln zeigt. Durch die geringere Größe unterscheidet sich die farblich ähnliche ssp. Boudinotiana puella mediterranea.

## Geographische Verbreitung und Lebensraum
Das Kleine Jungfernkind ist in Mitteleuropa in isolierten Populationen anzutreffen. Das Verbreitungsgebiet dehnt sich bis Südrussland aus. Im deutschsprachigen Raum wurde die Art in Niederösterreich nachgewiesen. Die ssp. Boudinotiana puella mediterranea kommt in Südwestbulgarien vor. Hauptlebensraum der Art sind Feuchtgebiete, beispielsweise Flussauen und Seeufer.

## Lebensweise
Die Art bildet eine Generation pro Jahr. Die tagaktiven Falter fliegen von Februar bis April und sind in den ersten warmen Tagen des Jahres meist vormittags im Sonnenschein aktiv. Die Raupen leben von Mai bis Juni und ernähren sich von den Blättern von Pappelarten (Populus), insbesondere von Zitter-Pappeln (Populus tremula). Die Puppe überwintert.